# Prywatyzacja założycielska
Prywatyzacja założycielska – forma przekształcenia struktury własnościowej. Na całokształt tej struktury, poza prywatyzacją założycielską, składały się: prywatyzacja (kapitałowa, bezpośrednia, likwidacyjna), Program Powszechnej Prywatyzacji (PPP), program komercjalizacji przedsiębiorstw państwowych, Program „Stabilizacja. Restrukturyzacja. Prywatyzacja” (SRP) oraz reprywatyzacja. Prywatyzacja założycielska polega na tworzeniu nowych prywatnych podmiotów gospodarczych. Proces ten rozpoczął się na podstawie ustawy o przedsiębiorczości już w latach osiemdziesiątych. W latach dziewięćdziesiątych proces ten przyspieszył i przybrał na sile, dzięki czemu został uznany za jeden z ważniejszych sposobów przekształcenia struktury własnościowej w Polsce. Ten rodzaj prywatyzacji dotyczy głównie przedsiębiorstw handlowych, usługowych i związanych z drobną wytwórczością. Przybierają one formę zakładów osób fizycznych, spółek cywilnych oraz spółek prawa handlowego. Preces ten cechuje się dużą dynamiką i odbywa się w korzystnym klimacie. Dzięki temu już w 1993 r. sektor prywatny prześcignął sektor publiczny pod względem wielkości produkcji oraz liczby pracujących.
Podstawowymi aktami prawnymi regulującymi proces prywatyzacji w Polsce są:
- Ustawa z 30 sierpnia 1996 r. o komercjalizacji i niektórych uprawnieniach pracowników (Dz.U. z 2024 r. poz. 1198)
- Ustawa z 25 września 1981 r. o przedsiębiorstwach państwowych (Dz.U. z 2023 r. poz. 437).